# دانيليفكا (كيييفسكا)
دانيليفكا (Данилівка) هي مدينة في مقاطعة كيييفسكا في أوكرانيا.
يبلغ عدد سكانها حوالي 3415   نسمة.